# Лігота-Гурна (Ключборський повіт)
Лігота-Гурна (пол. Ligota Górna) — село в Польщі, у гміні Ключборк Ключборського повіту Опольського воєводства. Населення — 443 особи (2011).
У 1975—1998 роках село належало до Опольського воєводства.

## Демографія
Демографічна структура станом на 31 березня 2011 року:
|          | Загалом | Допрацездатний вік | Працездатний вік | Постпрацездатний вік |
| -------- | ------- | ------------------ | ---------------- | -------------------- |
| Чоловіки | 224     | 44                 | 162              | 18                   |
| Жінки    | 219     | 32                 | 148              | 39                   |
| Разом    | 443     | 76                 | 310              | 57                   |